# Lista książek Waldemara Łysiaka
Lista przedstawia pierwsze wydania książek autorstwa Waldemara Łysiaka.
| Rok  | Tytuł                                        | Tematyka                                          | Wydawnictwo                         | Źródło        | Uwagi |
| ---- | -------------------------------------------- | ------------------------------------------------- | ----------------------------------- | ------------- | ----- |
| 1974 | Kolebka                                      | Powieść historyczna                               | Wydawnictwo Poznańskie              | [ 1 ]         |       |
| 1974 | Wyspy zaczarowane                            | Zbiór esejów o kulturze włoskiej                  | Instytut Wydawniczy „Pax”           | [ 2 ]         |       |
| 1976 | Szuańska ballada                             | Książka historyczna o Cadoudalu                   | RSW Prasa-Książka-Ruch              | [ 3 ]         |       |
| 1976 | Francuska ścieżka                            | Zbiór esejów o kulturze francuskiej               | Instytut Wydawniczy „Pax”           | [ 4 ]         |       |
| 1977 | Empirowy pasjans                             | Portrety wybitnych postaci z epoki napoleońskiej  | Instytut Wydawniczy „Pax”           | [ 5 ]         |       |
| 1978 | Cesarski poker                               | Książka historyczna o epoce napoleońskiej         | Krajowa Agencja Wydawnicza          | [ 6 ]         |       |
| 1980 | Perfidia                                     | Opowiadania kryminalne                            | Krajowa Agencja Wydawnicza          | [ 7 ]         | [ a ] |
| 1980 | Asfaltowy saloon                             | Książka podróżnicza                               | Iskry                               | [ 8 ]         |       |
| 1980 | Szachista                                    | Powieść sensacyjna                                | Instytut Wydawniczy „Pax”           | [ 9 ]         |       |
| 1981 | Flet z mandragory                            | Powieść sensacyjno-fantastyczna                   | Spółdzielnia Wydawnicza „Czytelnik” | [ 10 ]        |       |
| 1982 | Frank Lloyd Wright                           | Monografia poświęcona architektowi                | Wydawnictwo „Arkady”                | [ 11 ]        | [ b ] |
| 1984 | MW                                           | Zbiór esejów o sztuce                             | Krajowa Agencja Wydawnicza          | [ 12 ]        |       |
| 1986 | Łysiak fiction                               | Opowiadania fantastycznonaukowe                   | Wydawnictwa Alfa                    | [ 13 ]        |       |
| 1987 | Wyspy bezludne                               | Zbiór esejów                                      | Krajowa Agencja Wydawnicza          | [ 14 ]        |       |
| 1988 | Łysiak na łamach                             | Zbiór wcześniej publikowanych artykułów prasowych | Ludowa Spółdzielnia Wydawnicza      | [ 15 ]        |       |
| 1989 | Konkwista                                    | Powieść sensacyjna                                | Wydawnictwo Polonia                 | [ 16 ]        |       |
| 1990 | Dobry                                        | Powieść sensacyjna                                | Officina                            | [ 17 ]        | [ c ] |
| 1990 | Napoleoniada                                 | Ciekawostki nt. epoki napoleońskiej               | Wydawnictwa Radia i Telewizji       | [ 18 ]        |       |
| 1990 | Lepszy                                       | Powieść autobiograficzna                          | Officina                            | [ 19 ]        |       |
| 1990 | Milczące psy                                 | Powieść historyczna                               | Krajowa Agencja Wydawnicza          | [ 20 ]        | [ d ] |
| 1992 | Najlepszy                                    | Powieść sensacyjna                                | Officina                            | [ 21 ]        | [ e ] |
| 1993 | Łysiak na łamach 2                           | Zbiór wcześniej publikowanych artykułów prasowych | PLJ                                 | [ 22 ]        |       |
| 1994 | Statek                                       | Powieść                                           | PLJ                                 | [ 23 ]        |       |
| 1995 | Łysiak na łamach 3                           | Zbiór wcześniej publikowanych artykułów prasowych | PLJ                                 |               |       |
| 1995 | Wilk i kuglarz - Łysiak na łamach 4          | Zbiór wcześniej publikowanych artykułów prasowych | Tevere                              | [ 24 ]        |       |
| 1997 | Old-Fashion Man - Łysiak na łamach 5         | Zbiór wcześniej publikowanych artykułów prasowych | Ex Libris                           | [ 25 ]        |       |
| 1997 | Malarstwo białego człowieka – tom 1          | Historia malarstwa                                | Kurpisz                             | [ 26 ]        |       |
| 1997 | Malarstwo białego człowieka – tom 2          | Historia malarstwa                                | Ex Libris                           | [ 27 ]        |       |
| 1998 | Malarstwo białego człowieka – tom 3          | Historia malarstwa                                | Ex Libris                           | [ 28 ]        |       |
| 1998 | Malarstwo białego człowieka – tom 4          | Historia malarstwa                                | Ex Libris                           | [ 29 ]        |       |
| 1998 | Poczet Królów bałwochwalców                  |                                                   | Ex Libris                           | [ 30 ]        |       |
| 1999 | Malarstwo białego człowieka – tom 5          | Historia malarstwa                                | Ex Libris                           | [ 31 ]        |       |
| 1999 | Napoleon fortyfikator                        | Doktryna fortyfikacyjna Napoleona                 | Ex Libris                           | [ 32 ]        | [ f ] |
| 1999 | Malarstwo białego człowieka – tom 6          | Historia malarstwa                                | Ex Libris                           | [ 33 ]        |       |
| 2000 | Cena                                         | Powieść                                           | Ex Libris                           | [ 34 ]        |       |
| 2000 | Malarstwo białego człowieka – tom 7          | Historia malarstwa                                | Ex Libris                           | [ 35 ]        |       |
| 2000 | Stulecie kłamców                             | Książka publicystyczna                            | Ex Libris                           | [ 36 ]        |       |
| 2000 | Malarstwo białego człowieka – tom 8          | Historia malarstwa                                | Ex Libris                           | [ 37 ]        |       |
| 2001 | Wyspa zaginionych skarbów                    | Zbiór esejów o sztuce                             | Ex Libris                           | [ 38 ]        |       |
| 2001 | Piórem i mieczem - Łysiak na łamach 6        | Zbiór wcześniej publikowanych artykułów prasowych | Ex Libris                           | [ 39 ]        |       |
| 2002 | Kielich                                      | Powieść                                           | Wydawnictwo Nobilis                 | [ 40 ]        |       |
| 2004 | Empireum                                     | Książka o polskiej sztuce                         | Wydawnictwo Nobilis                 | [ 41 ]        |       |
| 2004 | Rzeczpospolita kłamców - Salon               | Książka publicystyczna                            | Wydawnictwo Nobilis                 | [ 42 ]        |       |
| 2005 | Ostatnia kohorta                             | Powieść historyczna                               | Wydawnictwo Nobilis                 | [ 43 ] [ 44 ] |       |
| 2006 | Najgorszy                                    | Powieść                                           | Wydawnictwo Nobilis                 | [ 45 ]        | [ g ] |
| 2006 | Alfabet szulerów część pierwsza A-L. Salon 2 | Książka publicystyczna                            | Wydawnictwo Nobilis                 | [ 46 ]        |       |
| 2006 | Alfabet szulerów część druga M-Z. Salon 2    | Książka publicystyczna                            | Wydawnictwo Nobilis                 | [ 47 ]        |       |
| 2007 | Talleyrand - Droga "Mefistofelesa"           | Biografia Talleyranda                             | Wydawnictwo Nobilis                 | [ 48 ]        |       |
| 2008 | Lider                                        | Powieść                                           | Wydawnictwo Nobilis                 | [ 49 ]        |       |
| 2008 | Historia Saskiej Kępy                        | Książka historyczna                               | Wydawnictwo Nobilis                 | [ 50 ]        |       |
| 2008 | Mitologia świata bez klamek                  | Książka publicystyczna                            | Wydawnictwo Nobilis                 | [ 51 ]        |       |
| 2009 | 4                                            | Powieść sensacyjna                                | Wydawnictwo Nobilis                 | [ 52 ]        |       |
| 2011 | Satynowy Magik                               | Powieść                                           | Wydawnictwo Nobilis                 | [ 53 ]        |       |
| 2013 | Karawana literatury                          | Książka krytycznoliteracka                        | Wydawnictwo Nobilis                 | [ 54 ]        |       |
| 2012 | Malarstwo biało-czerwone, tom 1              | Historia malarstwa polskiego                      | Wydawnictwo Nobilis                 | [ 55 ]        | [ h ] |
| 2013 | Malarstwo biało-czerwone, tom 2              | Historia malarstwa polskiego                      | Wydawnictwo Nobilis                 | [ 56 ]        |       |
| 2013 | Życie erotyczne księcia Józefa               | Biografia Józefa Poniatowskiego                   | Wydawnictwo Nobilis                 | [ 57 ]        |       |
| 2014 | Polaków dzieje bajeczne                      |                                                   | Wydawnictwo Nobilis                 | [ 58 ]        |       |
| 2015 | Sprzeciw Kusznika – Łysiak na łamach 7       | Zbiór wcześniej publikowanych artykułów prasowych | Wydawnictwo Nobilis                 |               |       |
| 2016 | Królewicz i Minstrel                         | Powieść                                           | Wydawnictwo Nobilis                 | [ 59 ]        |       |
| 2017 | Żołnierz                                     | Powieść                                           | Wydawnictwo Nobilis                 | [ 60 ]        |       |
| 2018 | Pan Rebeliant: ROMANTYZM                     | Zbiór esejów                                      | Wydawnictwo Nobilis                 | [ 61 ]        |       |
| 2019 | Ruch oporu - Łysiak na łamach 8              | Zbiór wcześniej publikowanych artykułów prasowych | Wydawnictwo Nobilis                 |               |       |
| 2021 | Dół                                          | Powieść                                           | Wydawnictwo Nobilis                 | [ 62 ]        |       |
| 2021 | Skojarzenia i aforyzmy                       | Zbiór esejów                                      | Wydawnictwo Nobilis                 | 63            |       |
| 2022 | Pan Juliusz                                  | Biografia Juliusza Słowackiego                    | Wydawnictwo Nobilis                 | 64            |       |